# Rosemead
Rosemead est une ville située dans le comté de Los Angeles, dans l'État de Californie aux États-Unis. Au recensement de 2010 sa population était de 53 764 habitants.

## Géographie
Selon le Bureau du recensement, elle a une superficie de 13,3 km2, dont 0,19 % du total est constitué d'eau.

## Démographie
| 1960   | 1970   | 1980   | 1990   | 2000   | 2010   |
| ------ | ------ | ------ | ------ | ------ | ------ |
| 15 476 | 40 972 | 42 604 | 51 638 | 53 505 | 53 764 |